# 热尔托亚罗沃村委员会
热尔托亚罗沃村委员会（俄语：Желтояровский сельсовет）是俄罗斯联邦阿穆尔州斯沃博德内区所属的一个村委员会。其下辖有5个居民点，行政中心为热尔托亚罗沃。据2016年统计，该村委员会的人口为1268人。